# 남아스떼
남아스떼는 대한민국의 4인조 남성 그룹이다. 스타 오디션 위대한 탄생 2 당시 이승환의 멘티였던 4명으로 구성된 그룹이다.

## 구성원

### 홍동균(프란)
- 스타 오디션 위대한 탄생 2 Top12 (11위)
- 동국대학교 신문방송학과 졸업
- 2019년 솔로 데뷔

### 에릭 남
- 1988년 11월 17일 출생
- 스타 오디션 위대한 탄생 2 Top5
- 보스턴칼리지 국제연구학 학사
- 2013년 솔로 데뷔

### 최정훈
- 스타 오디션 위대한 탄생 2 Top10 (10위)

### 한다성
- 스타 오디션 위대한 탄생 2 Top20 (18위)
- 2020년 솔로 데뷔

## 방송
- 스타 오디션 위대한 탄생 2 (2011)

## 음반
- 제주도의 푸른 밤 (2012)